# Sankt Nikolai Sogn (Lolland Kommune)
Sankt Nikolai Sogn 

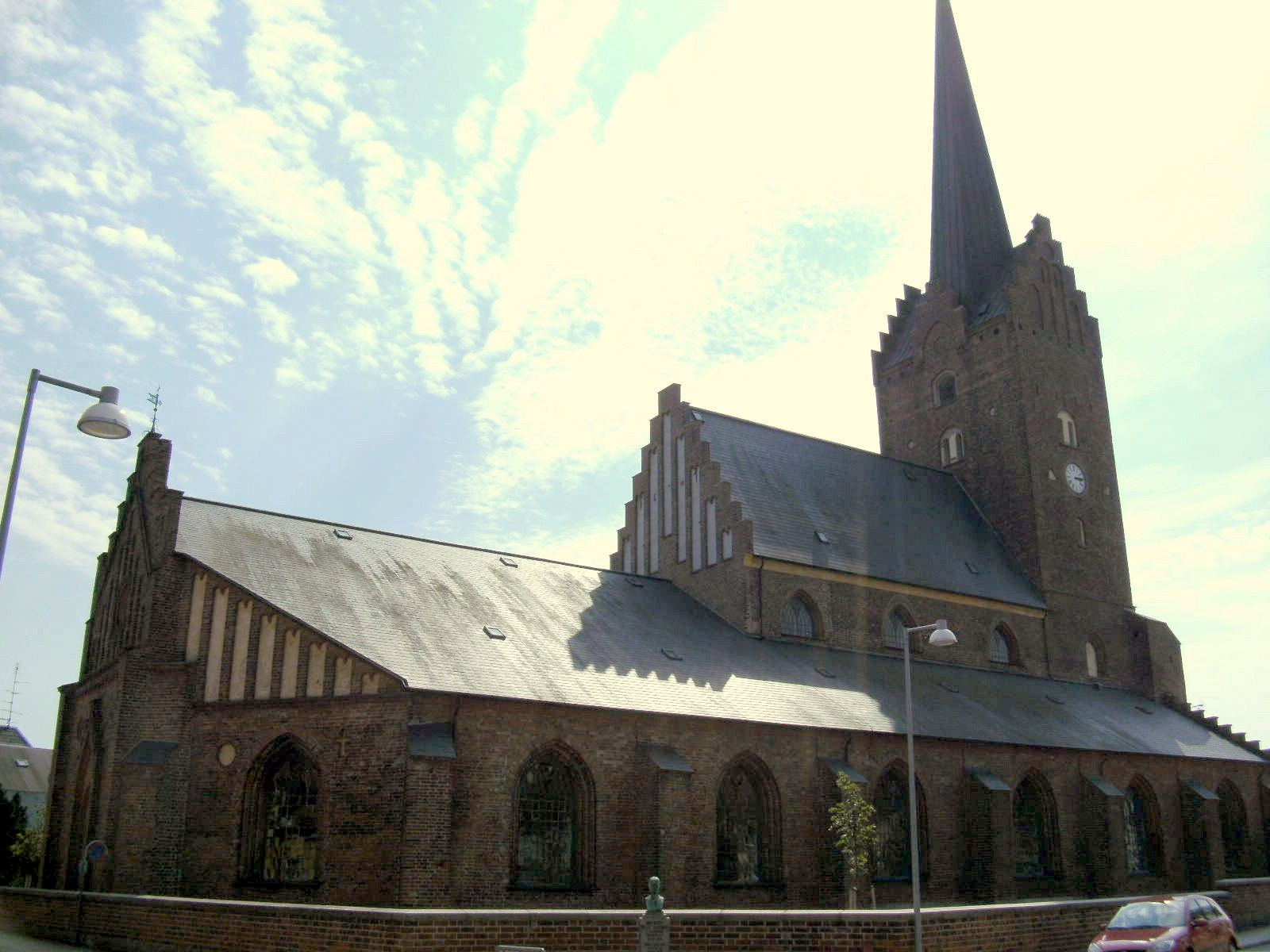
Sankt Nikolai Kirke

ist eine Kirchspielsgemeinde (dän.: Sogn) in der Stadt Nakskov auf der Insel Lolland im südlichen Dänemark.
Bis 1970 gehörte sie zur Harde Lollands Nørre Herred im damaligen Maribo Amt, danach zur Nakskov Kommune im Storstrøms Amt, die im Zuge der  Kommunalreform zum 1. Januar 2007 in der Lolland Kommune in der Region Sjælland aufgegangen ist.
Von den 12.456 Einwohnern von Nakskov leben 8611 im Kirchspiel Sankt Nikolai (Stand: 1. Januar 2023). Im Kirchspiel liegt die Kirche „Sankt Nikolai Kirke“.
Nachbargemeinden sind im Norden Branderslev Sogn, im Osten Stormarks Sogn und Avnede Sogn, im Süden Arninge Sogn und im Südwesten Vestenskov Sogn.